# Bianco
Bianco je priimek več oseb:
- Gino Bianco, brazilski dirkač Formule 1
- Luigi Bianco, apostolski nuncij
- Mariano Bianco, italijanski rimskokatoliški nadškof
- Pietro Bianco, italijanski rimskokatoliški škof